# کارل فریدریش گلدنر
کارل فریدریش گِلدنر (به آلمانی: Karl Friedrich Geldner) (زادهٔ ۱۷ دسامبر ۱۸۵۲ - مرگ ۵ فوریهی ۱۹۲۹) زبان‌شناس و خاورشناس آلمانی بود. نام‌آوریِ او بیشتر به‌دلیل واکاوی و تقابل متن‌های اوستایی و ودایی سانسکریت است.

## کارنامه
او در زالفلد زاکسه-ماینینگن زاده‌شد. پدرش یک کشیش پروتستان بود. گلدنر سانسکریت و اوستایی را در دانشگاه لایپزیگ آموخت. سپس به دانشگاه توبینگن رفت و در سال ۱۸۷۵ دکترایش را در زمینهٔ آموزه‌های هندشناسی دریافت‌داشت. درآینده او استاد دانشگاه برلین شد. او ۱۷ سال در برلین به آموزش پرداخت. در ۱۹۰۷ به دانشگاه ماربورگ رفت. او در ۱۹۲۹ بازنشسته‌شد ولی تا زمان مرگش در ماربورگ ماند.
نخستین اثر او در ۱۸۷۷ هنگامی که او هنوز دانشجوی دکترا بود به نام سنجش اوستای نو به چاپ رسید. او در این کتاب نشان‌داد که بیشتر شعرهای اوستای نو هشت هجایی و برخی نیز ده یا ۱۲ سیلابیند. او در نظریهٔ خود بیان داشت که برخلاف گاهان که شعرهایش موزون‌اند اوستای نوین دارای چامه‌های آهنگین‌است.
گِلدنر با اینکه بیشتر ترجیح می‌داد روی وداها کار کند ولی پس از پایان‌نامهٔ دکترایش به اصلاح ویرایش اوستای وسترگارد پرداخت. سپس به بررسی یسنا و آنگاه ویسپرد و خرده‌اوستا پرداخت. آنگاه در جلد سوم کارهایش که در ۱۸۵۹ به چاپ رسید وندیداد را بررسید و دیباچه‌ای نگاشت. او روی هم رفته بیش از ۱۲۰ متن را بررسی‌نمود. او چندین مقاله دربارهٔ اوستا و شرح آن نگاشت. سپس دوباره به مطالعهٔ متن‌های سانسکریت پرداخت. از ۱۸۹۵ او تنها دو اثر دربارهٔ اوستا به چاپ رساند و زمان خود را صرف ساسنکریت نمود. در آینده او با همکاری ریشارد پیشل به کار بر روی وداها پرداخت. پسایند همکاری این دو مطالعات ودایی بود. در این اثر برخلاف کارهای پیشینیان از روش‌های زبان‌شناسی کمتر اثری بود و بیشتر به گزارش پرداخته شده‌است.
در ۱۹۰۷ که او به ماربورگ بازگشت کوشش‌هایش را روی ترجمهٔ ریگ‌ودا گذارد. نتیجهٔ کار او در این زمینه پس از مرگش به چاپ رسید.

## اثرها
- سنجش اوستای نو، توبینگن، ۱۸۷۷
- مطالعات اوستا،[۳] استراسبورگ، ۱۸۸۲
- ترجمه و شرح سه یشت از زند اوستا،[۴] اشتوتگارت، ۱۸۸۴
- اوستا؛ کتاب مقدس پارسیان[۵](در سه جلد)، اشتوتگارت، ۱۸۸۵–۱۸۹۵
- ترجمهٔ ۷۰ ترانهٔ ریگ‌ودا[۶](به همراهی رودلف فون روت و آدولف کگی)، توبینگن، ۱۸۷۵
- مطالعات ودایی (به همراهی ریشارد پیشل در سه جلد)، اشتوتگارت، ۱۸۸۹–۱۹۰۱
- ادبیات اوستایی؛ طرح کلی زبان‌شناسی ایرانی،[۷] توبینگن، ۱۹۰۴
- گزیدهٔ ریگ‌ودا[۸](۲ جلد)، اشتوتگارت، ۱۹۰۷–۱۹۰۹
- تصنیف‌های هندی،[۹] ماربورگ، ۱۹۱۳
- دین زرتشتی (اوستا)،[۱۰] توبینگن، ۱۹۲۶
- وداگرایی و برهماگرایی،[۱۱] توبینگن
- برگردان ریگ‌ودا از سانسکریت به آلمانی[۱۲](سه جلد)، لندن و ویسبادن، ۱۹۵۱